# Ferenc Soma Kovács
Ferenc Soma Kovács (* 14. Juni 2004 in Törökbálint) ist ein ungarischer Leichtathlet, der sich auf den Langstreckenlauf spezialisiert hat.

## Sportliche Laufbahn
Erste internationale Erfahrungen sammelte Ferenc Soma Kovács im Jahr 2021, als er bei den U20-Europameisterschaften in Tallinn mit 9:37,07 min im Vorlauf über 3000 m Hindernis ausschied. Im Jahr darauf schied er bei den U20-Weltmeisterschaften in Cali mit 3:47,20 min in der ersten Runde im 1500-Meter-Lauf aus und im Dezember gelangte er bei den Crosslauf-Europameisterschaften in Turin nach 18:15 min auf den 14. Platz im U20-Rennen. 2023 wurde er bei der 2. Liga der Team-Europameisterschaft im Rahmen der Europaspiele in Chorzów in 14:12,28 min Neunter im 5000-Meter-Lauf. Im August gewann er bei den U20-Europameisterschaften in Jerusalem in 8:47,50 min die Bronzemedaille über 3000 m Hindernis, ehe er bei den Weltmeisterschaften in Budapest mit 14:11,99 min den Finaleinzug über 5000 Meter verpasste. Im Dezember kam er bei den Crosslauf-Europameisterschaften in Brüssel im U20-Rennen nicht ins Ziel. Zudem begann er im selben Jahr ein Studium an der Harvard University in den Vereinigten Staaten. 2025 wurde er bei der 1. Liga der Team-Europameisterschaft in Madrid in 1:49,86 min Achter im B-Lauf über 800 Meter und gelangte über 1500 Meter mit 3:45,52 min auf Rang 13. Anschließend belegte er bei den U23-Europameisterschaften in Bergen in 3:46,23 min den fünften Platz über 1500 Meter.
2024 wurde Kovács ungarischer Meister im 1500-Meter-Lauf.

## Persönliche Bestzeiten
- 800 Meter: 1:47,92 min, 11. Mai 2025 in New Haven
- 1500 Meter: 3:34,79 min, 15. Juni 2025 in Portland (ungarischer Rekord)
  - 1500 Meter (Halle): 3:42,60 min, 3. Februar 2024 in Boston
  - Meile (Halle): 3:58,92 min, 3. Februar 2024 in Boston
- 3000 Meter: 8:29,79 min, 8. August 2021 in Szekszárd
  - 3000 Meter (Halle): 8:05,29 min, 19. Februar 2023 in Nyíregyháza
- 5000 Meter: 14:08,24 min, 29. April 2022 in Philadelphia
- 3000 m Hindernis: 8:43,98 min, 25. April 2024 in Philadelphia